# St. Charles’ Kirche und Reste der Mauern des King’s Yard
Die St. Charles’ Kirche und Reste der Mauern des King’s Yard (englisch St Charles’ Church and King’s Yard wall) sind ein Nationaldenkmal des afrikanischen Staates Sierra Leone. Es befindet sich in Regent nahe Freetown. St. Charles ist das älteste aus Stein gebaute Kirchengebäude Sierra Leones und die drittälteste Steinkirche Afrikas.
Die St.-Charles-Kirche befindet sich im Kings Yard. Kings Yards wurden im ersten Jahrzehnt des 19. Jahrhunderts von der Kolonialverwaltung in allen Dörfern um Freetown eingerichtet; hier fanden die befreiten Sklaven erste Aufnahme, bis sie im Um- und Hinterland angesiedelt werden konnten. Ein Teil der Grenzmauern des Kings Yard in Regent ist heute noch zu erkennen.

## Geschichte
Die anglikanische Kirche St. Charles erhielt ihren Namen zu Ehren des  britischen Gouverneurs Charles MacCarthy (1764–1824), der die Ansiedlung befreiter Sklaven in der Gegend um Freetown und den Bau von Kirchen und Schulen entschlossen vorantrieb. Die Kirche in Regent wurde von Reverend William Augustine Bernard Johnson 1816 erbaut, der die 1812 gegründete Gemeinde bis zu seinem Tod 1823 leitete. Die aus befreiten Sklaven unterschiedlichster Herkunft zusammengesetzte Gemeinde wuchs unter seiner Leitung rasch, sodass die Kirche mehrfach erweitert werden musste. Nach Johnsons Tod trat ein Rückgang ein.